# Elektrownia jądrowa Borssele

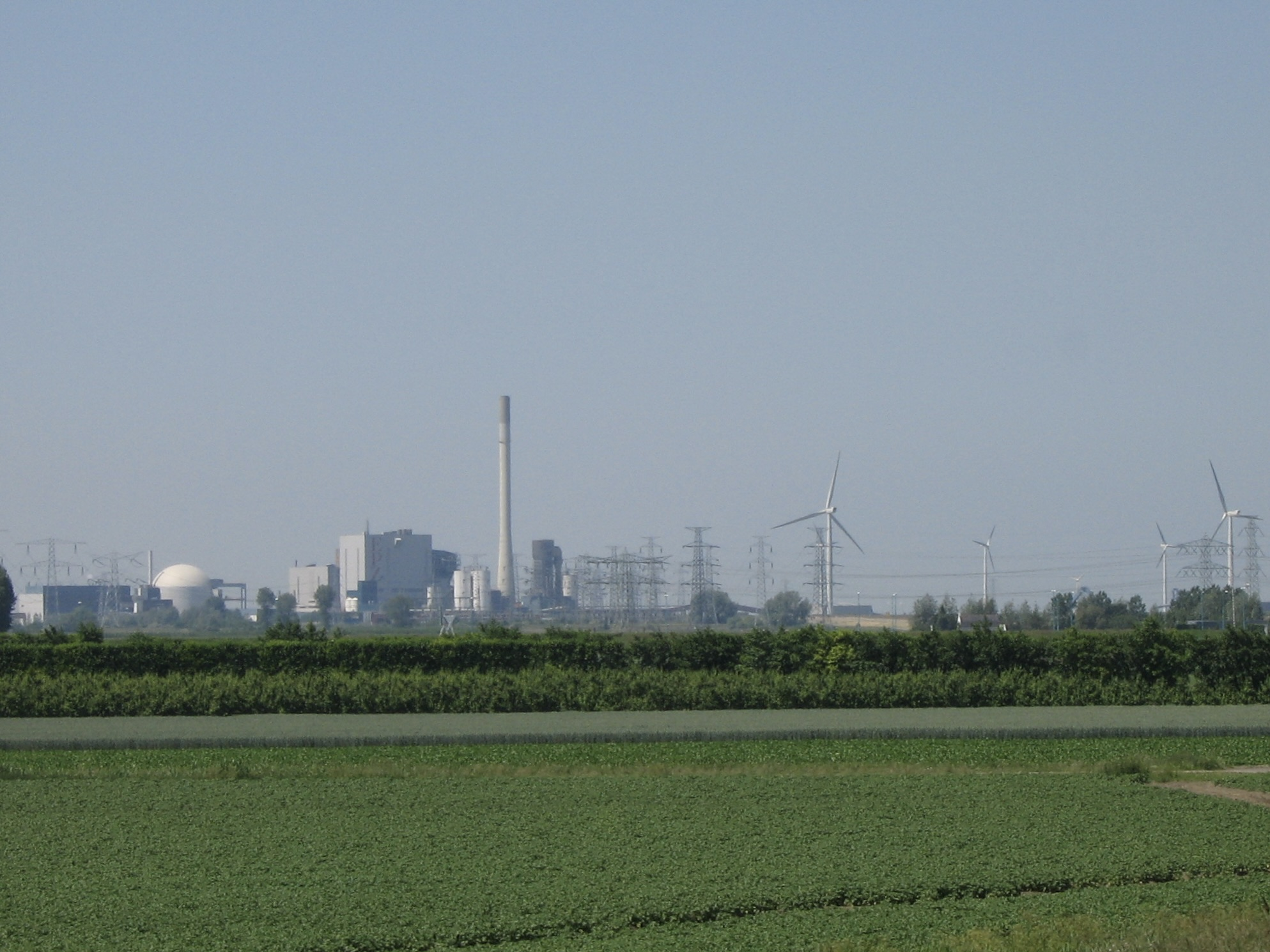
Elektrownia jądrowa Borssele

Elektrownia jądrowa Borssele – jedyna holenderska pracująca elektrownia jądrowa, położona nieopodal miasta Borssele, w prowincji Zelandia. Uruchomiona w 1973 roku. Właścicielem i operatorem jest Elektriciteits Produktiemaatschappij Zuid-Nederland (EPZ), której w 70% właścicielem jest państwowa firma Delta a w 30% niemiecka RWE.
W 2012 roku elektrownia dostarczała 4,41% krajowej energii elektrycznej.
Zbudowana przez firmę Siemens początkowo miała zapewniać tanią energię elektryczną dla pobliskich zakładów aluminium firmy Pechiney. Elektrownia posiada również sąsiadujący blok zasilany węglem.
Wymiana turbin w 2006 podniosła moc elektryczną netto z 449 do 482 MW.
W 2011 elektrownia otrzymała zgodę na używanie paliwa typu MOX. Obecny uranowy wkład paliwowy pochodzi z Kazachstanu.

## Reaktory
| Nazwa bloku | Typ reaktora | Producent             | Rozpoczęcie budowy | Stan krytyczny  | Włącz. do sieci | Praca komercyjna     | Moc elektry. netto (MW) | Moc elektry. brutto (MW) | Moc termiczna (MW) |
| ----------- | ------------ | --------------------- | ------------------ | --------------- | --------------- | -------------------- | ----------------------- | ------------------------ | ------------------ |
| Borssele    | LWR-PWR      | Kraftwerk Union (KWU) | 1 lipca 1969       | 20 czerwca 1973 | 4 lipca 1973    | 26 października 1973 | 482                     | 515                      | 1366               |

Reaktor posiada 121 elementów paliwowych w układzie 15 na 15.
Wzbogacenie stosowanego paliwa było systematycznie zwiększane, aby zwiększyć średnie wypalenie z 45MWd/kgU do 55 MWd/kgU;
- 1973-1997: 3,3%
- 1997: 3,8%
- 1998: 4.0%
- 2005: 4.4%

## Odpady radioaktywne
Zużyty materiał rozszczepialny z elektrowni jest przetwarzany przez firmę Areva NC we Francji, po czym wraca on do Holandii. Gromadzony jest w holenderskim krajowym składowisku odpadów radioaktywnych, COVRA, położonym również w pobliżu Borssele. Elektrownia generuje około 12 ton wysokoaktywnych odpadów rocznie.
W 2015 roku zakończy się wieloletnia umowa elektrowni z zakładem przetwarzania materiałów jądrowych COGEMA w La Hague. Od 2006 roku nie można było wywozić odpadów radioaktywnych do przetworzenia we Francji, gdyż zmieniło się tamtejsze prawo. Wymagało ono szybkiego powrotu takiego materiału do Holandii. Do tego zaś nie było przygotowane prawo Niderlandów a jego zmiana i uzyskanie nowych licencji zajęło 5 lat. Konieczne było też rozpatrzenie wszystkich zapytań ludności i protestujących. Licencje uzyskał "Raad van State". Przez ten czas zużyte paliwo gromadzono w lokalnych przechowalnikach.
Na lata 2012-2015 zaplanowano 10 transportów kolejowych do La Hague, o wzrastającej objętości. Przetworzony uran z odpadów ma być wzbogacany w Rosji uranem pozyskanym z wycofywanej broni jądrowej. Czwarta część nowego paliwa ma pozostać w Rosji i trafić do tamtejszych elektrowni jądrowych. Pierwszy transport dotarł do La Hague 8 czerwca 2011 roku.

## Licencja
W 1994 roku rząd i parlament zdecydował o zamknięciu elektrowni w 2004 roku. Działania prawne podjęte przez właścicieli i pracowników elektrowni, oraz zmiany w polityce energetycznej, zmieniły decyzję tak, aby elektrownia przepracowała zakładany początkowo okres 40 lat pracy (2013). W 2006, w bardziej sprzyjającej energetyce jądrowej atmosferze i wobec faktu, że własna elektrownia jądrowa zapewnia niezależne dostawy wolnego od CO2 prądu, rząd przedłużył działanie elektrowni do 2033 roku (60 lat pracy). Jednym z warunków jest zainwestowanie przez właściciela 250 mln euro w odnawialne źródła energii.

## Wypadki
W latach 1980–2009 w elektrowni miały miejsce 372 usterki i wypadki. Najpoważniejszy, który został sklasyfikowany na poziomie 2 skali INES (tzw. incydent), miał miejsce w 1996 roku.